# فرانكلين إم. ماكدونالد
فرانكلين إم. ماكدونالد (بالإنجليزية: Franklin M. McDonald)‏ هو عسكري أمريكي، (ولد في بولينغ غرين في الولايات المتحدة 1850  م).